# Michael Radford
Pour les articles homonymes, voir Radford.
Michael Radford est un réalisateur, scénariste, acteur et producteur britannique né le 24 février 1946 à New Delhi (Inde).

## Filmographie

### Comme réalisateur
- 1980 : Van Morrison in Ireland (en) (documentaire)
- 1980 : The White Bird Passes (TV)
- 1983 : Les Cœurs captifs (Another Time, Another Place)
- 1984 : 1984 (Nineteen Eighty-Four)
- 1987 : Sur la route de Nairobi (White Mischief)
- 1994 : Le Facteur (Il Postino)
- 1998 : B. Monkey
- 2000 : Dancing at the Blue Iguana
- 2002 : Ten Minutes Older, film collectif en deux parties (segment : Addicted to the Stars)
- 2004 : Le Marchand de Venise (The Merchant of Venice)
- 2007 : Le Casse du siècle (Flawless)
- 2011 : Michel Petrucciani (documentaire)
- 2013 : La Mule (La Mula)
- 2014 : Elsa et Fred
- 2017 : The Music of Silence (La musica del silenzio)

### Comme scénariste
- 1983 : Les Cœurs captifs
- 1984 : 1984 (Nineteen Eighty-Four)
- 1987 : Sur la route de Nairobi (White Mischief)
- 1994 : Le Facteur (Il Postino)
- 1998 : B. Monkey
- 2000 : Dancing at the Blue Iguana
- 2002 : Ten Minutes Older: The Cello
- 2004 : Le Marchand de Venise
- 2014 : Elsa et Fred

### Comme acteur
- 1967 : The Day the Fish Came Out : Tourist
- 2002 : Ten Minutes Older: The Cello : voix additionnelles (segment Addicted to the Stars) (voix)

### Comme producteur
- 2000 : Dancing at the Blue Iguana

## Distinctions
Source : Internet Movie Database

### Récompenses
- British Academy Film Awards 1996 : meilleur film en langue étrangère et meilleur réalisateur pour Le Facteur

### Nominations
- Oscars 1996 : meilleur réalisateur et meilleur scénario adapté pour Le Facteur
- British Academy Film Awards 1996 : meilleur scénario adapté pour Le Facteur
- César 2012 : meilleur film documentaire pour Michel Petrucciani